# Beloit (Ohio)
Beloit és una població dels Estats Units a l'estat d'Ohio. Segons el cens del 2000 tenia 1.024 habitants.

## Demografia
Segons el cens del 2000, Beloit tenia 1.024 habitants, 426 habitatges, i 287 famílies. La densitat de població era de 513,5 habitants per km².
Dels 426 habitatges en un 28,9% hi vivien nens de menys de 18 anys, en un 49,1% hi vivien parelles casades, en un 14,8% dones solteres, i en un 32,6% no eren unitats familiars. En el 28,2% dels habitatges hi vivien persones soles el 12,4% de les quals corresponia a persones de 65 anys o més que vivien soles. El nombre mitjà de persones vivint en cada habitatge era de 2,4 i el nombre mitjà de persones que vivien en cada família era de 2,94.
Per edats la població es repartia de la següent manera: un 23,3% tenia menys de 18 anys, un 8% entre 18 i 24, un 26,4% entre 25 i 44, un 22% de 45 a 60 i un 20,3% 65 anys o més.
L'edat mediana era de 40 anys. Per cada 100 dones de 18 o més anys hi havia 80,5 homes.
La renda mediana per habitatge era de 32.279 $ i la renda mediana per família de 40.096 $. Els homes tenien una renda mediana de 31.042 $ mentre que les dones 19.615 $. La renda per capita de la població era de 16.359 $. Aproximadament el 8,7% de les famílies i el 10,6% de la població estaven per davall del llindar de pobresa.

## Poblacions més properes
El següent diagrama mostra les poblacions més properes.